# 碧奇魂
《碧奇魂》（日語： / 英語：），或港譯為《種子特務》，是日本漫畫家高田裕三的漫畫作品及其改編而成的1994年日本電視動畫。電視動畫全26集，每集30分鐘。1996年推出OVA《碧奇魂2》（日語：ブルーシード 2），全3集，每集30分鐘。故事以日本神話故事為基礎，表達出作者心中希望「自然與人類共存」的想法。
《碧奇魂》原作漫畫在竹書房的漫畫雜誌《Comic Gamma》（コミックガンマ）連載，標題為《碧奇魂Blue Seed》（碧奇魂ブルーシード），連載期間為1992年至1996年6月號，台灣中文版單行本由台灣東販發行。1994年電視動畫版開播後，《碧奇魂》原作漫畫停止連載。《Comic Gamma》於發行1996年6月號以後停刊，《碧奇魂》原作漫畫恢復連載之日遙遙無期。竹書房版《碧奇魂》原作漫畫單行本全2冊，分別於1994年3月與1995年發行。2010年，講談社發行《碧奇魂》原作漫畫單行本新裝版，全1冊。

## 劇情大綱
日本民間信仰中的「荒神」其實是一種以寄生方式存在的類植物生命體，荒神散播出的種子會使地球回歸成只有植物的綠色大地。
日本神話中的英雄須佐之男，其實是荒神的首領；而他從八岐大蛇口中救出的女孩奇稻田姬則成了封印荒神的巫女（活的人柱），並且於奇稻田一族裡代代轉生。一旦巫女死亡，所有的荒神將同時死亡；但巫女活著，又會壓制它們的力量。所以歷代的奇稻田姬都會受到嚴密的保護，而荒神們處於「想殺死奇稻田姬，卻又得保護她」的矛盾之中。
這樣的狀況一直到了近代發生了改變。繼承了奇稻田姬力量的是一對孿生姐妹：藤宮紅葉和藤宮楓。由於封印的分散導致奇稻田姬力量減弱，荒神們逐漸恢復了力量，而須佐之男也開始甦醒。於是荒神們製造了一個結界，準備在結界裏面殺死紅葉，以確保自身不受影響。但一個神秘的少年草薙護打算在荒神動手之前搶先殺死紅葉。
原來八岐大蛇將自己的七個魂注入草薙護的體內，並且由草薙護來保護楓，以免在成功對付奇稻田一族前就因楓的死而功虧一簣；沒料到，在保護楓的時候，草薙護對楓動了感情。而在楓死後，草薙護想殺死紅葉，以結束自己的命運而恢復自由之身；然而，漸漸地，他對紅葉產生了一份難以言喻的感情。
《碧奇魂》以八岐大蛇神話為藍本，內容亦對該神話多有指涉。例如草薙護（くさなぎ まもる）與叢雲（ムラクモ）這兩個角色名稱，實源自日本三神器之一的天叢雲劍（あまのむらくものつるぎ）；亦即須佐之男在斬殺八岐大蛇後，於其尾部找到的那柄寶劍，別名草薙劍（くさなぎのつるぎ）。而另外兩件神器八咫鏡及八尺瓊勾玉，亦可於動畫中見到其蹤跡。

## 人物介紹
香港粵語配音為無綫電視翡翠台版本。
國木田楓（くにきだ かえで），配音：（日本）彌生觀月、（香港）梁少霞
出生於島根縣大社町（2005年在平成大合併中被併入出雲市），天秤座O型，舊姓藤宮，是藤宮紅葉的孿生姊姊。出生後就因為奇稻田的身分而被國木田大哲帶到東京都撫養，並改姓國木田。個性文靜乖巧，學校成績優異，而且人緣很好。在某次荒神事件神秘消失，被日本政府認定死亡。
藤宮紅葉（ふじみや もみじ），配音：（日本）林原惠、（香港）沈小蘭
出生於島根縣大社町，天秤座O型。一開始並不知道自己有孿生姊姊楓，更不曉得自己是奇稻田，但從小就被要求在每天清晨澆水淨身，並被教導「如果時機到了，就必須為世界犧牲」。在楓神秘失蹤以後，便扛下了奇稻田的職責，並搬到東京都國木田家居住。個性活潑開朗，學校成績中下，最拿手的科目是音樂。暗戀一直在身旁守護她的草薙護，好幾次捨身去救他，卻始終鼓不起勇氣向他告白。第一次在學校被荒神攻擊時，被荒神扯下裙子，下半身只穿一條女用內褲；為了替草薙護擋住荒神的觸鬚，胸口被荒神的觸鬚貫穿。荒神為了保住紅葉和祂們自己的生命，把一塊青色勾玉嵌在紅葉胸前；從此以後，只要感受到荒神的氣，紅葉胸前的勾玉就會發光。
在電視動畫版中提供最多殺必死：經常被草薙護掀裙子。
草薙護（くさなぎ まもる），配音：（日本）井上和彦、（香港）林保全
身分來源不明，父母被八岐大蛇殺死。身上嵌有七塊青色勾玉，是八岐大蛇將自己的七個魂注入其體內的證明。草薙護的使命是保護奇稻田，避免奇稻田在荒神找到對付她們的方法前死亡而導致荒神滅亡。在保護楓時，草薙護雖然只在一旁默默守護她、且從未和她說過話，卻逐漸對她產生了感情。楓失蹤後，草薙護起初想殺掉紅葉以終結自己的宿命，但被涼子開槍制止後放棄；後來還是一直留在紅葉身邊保護她，並逐漸被紅葉開朗的性格所影響。有個壞習慣是喜歡掀紅葉的裙子。曾建議紅葉穿上被他寫上「我喜歡妳」的內褲。
喜歡楓，也因楓而得救，但最後和紅葉在一起。
國木田大哲（くにきだ だいてつ），配音：（日本）大塚明夫、（香港）盧國權
出身自東京都杉並區，處女座B型。是負責對付荒神的「國土管理室」室長，也是楓的養父；在楓失蹤後，到島根縣將紅葉帶回東京都。個性負責，喜歡講冷笑話，對楓和紅葉都疼愛有加，反對日本政府把紅葉當作人柱。
竹內涼子（たけうち りょうこ），配音：（日本）折笠愛、（香港）盧素娟
出身自北海道札幌市，獅子座AB型。國土管理室的一員，槍法神準，暗戀大哲。在草薙護想殺掉紅葉時，開槍擊中草薙護的手背以制止。
松平梓（まつだいら あずさ），配音：（日本）榊原良子、（香港）袁淑珍
出身自愛知縣名古屋市，摩羯座A型。生物學家，國土管理室的一員，負責研究荒神與奇稻田力量，是個超級工作狂，也因此婚姻破裂；有一個兒子阿純，但和他聚少離多。
八重樫良樹（やえがし よしき），配音：（日本）上田祐司、（香港）何國星
出身自宮城縣仙台市，雙魚座O型。國土管理室的一員，是一個眼鏡男，負責數據資料的蒐集與分析，並開發出一套能夠預測荒神動向的軟體。個性軟弱，對武器一竅不通。暗戀紅葉。
澤口小梅（さわぐち こうめ），配音：（日本）三石琴乃、（香港）黃麗芳
出身自東京都台東區，白羊座B型。從陸上自衛隊被調到國土管理室，負責對荒神的作戰。個性衝動好戰，常常拿著火箭筒亂發射。看不慣良樹的懦弱表現，喝醉時會扣住良樹的脖子灌酒。
山崎櫻（やまざき さくら），配音：（日本）玉川紗己子、（香港）陸惠玲
出身自長野縣諏訪市，巨蟹座AB型。從美國回來的陰陽師，擅長使用符咒與式神。作風洋派高調，夢想成為偶像歌手。和紅葉同年，為了調查荒神的事件而轉學到紅葉的班上，總是叫紅葉「人柱女孩」。
叢雲（ムラクモ），配音：（日本）中田讓治、（香港）蘇強文
身分來源不明。身上嵌有八塊青色勾玉，為完全體，因此攻擊力在草薙護之上，並且能夠飛行。
杉下俊一（すぎした しゅんいち），配音：（日本）難波圭一、（香港）郭志權
出身自福岡縣博多市，天蠍座B型，25歲。警視廳公安24課「荒神問題對策處理本部」本部長。喜歡耍帥，很有女人緣，喜歡涼子。
神林禮子，配音：（日本）金月真美
紅葉和櫻的同班同學，被家裡後院一塊被封印起來的大石頭中的蜘蛛附身，試圖釋放石頭中的大蜘蛛。
楠木香澄，配音：（日本）西原久美子
SEGA Saturn版遊戲原創角色。
芭莉詩雅·塔基芭娜（バレンシア・タチバナ），配音：（日本）岩男潤子、（香港）林元春
OVA原創角色，來自美國加利福尼亞州舊金山市，巨蟹座A型，16歲。是和草薙護一樣被嵌入了勾玉的半荒神。

## 碧奇魂TV動畫版
《碧奇魂》電視動畫版於1994年10月5日至1995年3月29日在東京電視網首播，播出時間為星期三18時00分至18時30分（UTC+9），但非東京電視網成員的富山電視台與山陰中央電視台也加入首播。播出版片尾標示的製作公司為東京電視台、NAS，販售版片尾標示的製作公司為國王唱片、Movic、東京電視台，販售版片頭優先播放Starchild、Movic的商標動畫。香港則在1996年12月7日至1997年6月21日於無綫電視翡翠台《超動感OVA特區》時段內播出，播出時間為星期六11時20分至11時45分（UTC+8）；另於1999年3月6日至6月12日及2001年6月10日至9月2日於翡翠台重播，播出時間分別為星期六上午11時55分至12時50分及星期日上午06時至06時40分（兩者均為UTC+8及連播兩集）。
紅葉露出內褲的片段，在播出版中被修改成不露出內褲，販售版（VHS、鐳射影碟、DVD-Video）均未修改。販售版在台灣由新潮社有限公司代理，發行VHS版，內嵌字幕，也沒修改紅葉露出內褲的片段。首華卡通頻道播出時所用的版本是新潮社VHS版，完整播出片頭商標動畫與紅葉露出內褲的片段。
| 香港 翡翠台 星期六 11:20－11:45 「超動感OVA特區」 | 香港 翡翠台 星期六 11:20－11:45 「超動感OVA特區」 | 香港 翡翠台 星期六 11:20－11:45 「超動感OVA特區」 |
| ------------------------------------------------- | ------------------------------------------------- | ------------------------------------------------- |
|                                                   | （1996年12月7日－1997年6月21日）                  |                                                   |
| 妖刀傳 （1996年10月9日－1996年11月30日）          | 青空少女隊 （1997年7月12日－1997年8月16日）       |                                                   |

### 各集標題
| 集數 | 日文標題                                | 中文標題                           | 劇本              | 分鏡         | 演出     | 作畫監督          |
| ---- | --------------------------------------- | ---------------------------------- | ----------------- | ------------ | -------- | ----------------- |
| 1    | 奇稲田姫                                | 奇稻田公主                         | 網谷正治          | 神谷純       | 神谷純   | 黄瀨和哉          |
| 2    | 謎です! 酷です! 私の運命!!              | 殘酷的謎團！我的命運！             | 網谷正治 荒川稔久 | 神谷純       | 神谷純   | 黄瀨和哉          |
| 3    | 春です! 首都です! 頑張らなくちゃ!!      | 是春天！是首都！一定要努力！       | 荒川稔久          | 加戶誉夫     | 加戶誉夫 | 羽原信義          |
| 4    | どーして? サイアク! 私は大凶?!          | 怎麼這樣？太糟糕了！我大禍臨頭？！ | 荒川稔久          | 松浦錠平     | 久志秀彰 | 高見卓治          |
| 5    | オドロキ! 松の木! 科学なママです!!      | 嚇一跳！松之木！科學之母！         | 藤宮青葉          | 村山靖       | 村山靖   | 羽原信義          |
| 6    | フクザツ! 難解! 男はつらいね?!          | 複雜！難解！男人的痛苦？！         | 高橋義昌          | 千葉大輔     | 千葉大輔 | 黄瀨和哉          |
| 7    | 燃えます! やります! 奇稲田だもん!!      | 燃燒吧！努力吧！我是奇稻田公主！   | 荒川稔久          | 加戶誉夫     | 加戶誉夫 | 高見明男          |
| 8    | 何なの! 変なの♥ ライバル登場?!          | 什麼啊！真奇怪！敵人登場？！       | 荒川稔久          | 村山靖       | 村山靖   | 後藤圭二          |
| 9    | マジなの?! 夢なの?! ドキドキデート!!    | 是真實？還是夢？令人心跳的約會！   | 網谷正治          | 市野文隆     | 貞光紳也 | 戶部敦夫          |
| 10   | 純です! 愛です! ファーストキッス?!      | 清純的愛情！這是我的初吻？！       | 荒木憲一          | 開木菜織     | 久志秀彰 | 内山正幸          |
| 11   | ヤキモキ! ヤキモチ?! アンビリーバボー!! | 是不安？是嫉妒？難以置信！         | 高橋義昌          | 加戶誉夫     | 加戶誉夫 | 高見明男          |
| 12   | 感じる?! 気になる! 破局の予感!!         | 感覺到了？！真是擔心！破滅的預感！ | 月村了衛          | 貞光紳也     | 貞光紳也 | 戶部敦夫          |
| 13   | 好きです! 究極! 告白タイム?!            | 好喜歡你！告白的時間？！           | 高田裕三          | 村山靖       | 村山靖   | 後藤圭二          |
| 14   | 追います! 大和路! 恋の乱れ撃ち!!        | 追擊！往奈良之路！愛的亂擊！       | 荒川稔久          | 加戶誉夫     | 加戶誉夫 | 高見明男 林委千夫 |
| 15   | 戸惑い ゆらめき みちのく紀行            | 迷惘 動搖 陸奧之行                 | 高橋義昌          | 奈梨戶菜亞子 | 竹村健治 | 石井明治          |
| 16   | 日本[やまと]よ まほろば 嘆きの若狭      | 日本 虛幻之地 悲傷的若狹           | 荒木憲一          | 貞光紳也     | 貞光紳也 | 戶部敦夫          |
| 17   | 咲かせて! 日本! 片恋吹雪!!              | 日本開花了！單戀風雪！             | 荒川稔久          | 加戶誉夫     | 加戶誉夫 | 後藤圭二 林委千夫 |
| 18   | ジーザス!! ガッデム!! 桜は未熟?!        | Jesus！God Damn！櫻學藝未精？！    | 高田裕三          | 久志秀彰     | 久志秀彰 | 高見明男          |
| 19   | 陽炎 旅立ち 愛、離れない!               | 幻夢 啟程 愛，不要離開！           | 月村了衛          | 竹村健治     | 竹村健治 | 石井明治          |
| 20   | ただいま! 出雲[ふるさと]! 希望の序章!!  | 我回來了出雲！希望的序章！         | 網谷正治 荒川稔久 | 貞光紳也     | 貞光紳也 | 戶部敦夫          |
| 21   | さよなら? いやです! 涙のわかれ?!        | 說再見？我不要！悲傷的分離？！     | 網谷正治          | 加戶誉夫     | 久志秀彰 | 高見明男          |
| 22   | 悲しみ 運命 奇稲田紅葉                  | 奇稻田紅葉的悲傷命運               | 荒川稔久          | 竹村健治     | 竹村健治 | 黄瀨和哉          |
| 23   | 再会 出発[たびだち] 私負けないっ!       | 再會 出發 我是不會輸的！           | 荒川稔久          | 貞光紳也     | 貞光紳也 | 戶部敦夫          |
| 24   | 沈む陽 迫る日 それぞれの時              | 夕陽西沉 大限將至 各自的時間       | 荒川稔久          | 加戶誉夫     | 加戶誉夫 | 高見明男          |
| 25   | 賭けます! 決めます! 私の運命!!          | 我賭了！決定了！我的命運！         | 荒川稔久          | 貞光紳也     | 貞光紳也 | 戶部敦夫          |
| 26   | 新魂[あらたま]                          | 新魂                               | 荒川稔久          | 神谷純       | 神谷純   | 石井明治          |

### 主題曲
片頭曲「CARNIVAL･BABEL 〜カルナバル･バベル〜」
作詞 - 松葉美保 / 作曲 - 飯塚昌明 / 編曲 - 西岡治彦 / 歌 - TAKADA BAND（立木文彦、三松亞美）
片尾曲「Touch and Go!!」
作詞・作曲・編曲 - 松浦有希 / 歌 - 林原惠

#### 插入曲
「祭典之歌」（まつりうた）
作詞 - 林原惠 / 作曲・編曲 - 川井憲次
（2000年，日本「教育出版社」採用此曲用於小學四年級音樂教科書中。）

## 碧奇魂OVA
OVA《碧奇魂2》講述須佐之男沉睡兩年之後、荒神再度出現的故事，共3集。須佐之男沉睡兩年之後，舊金山市出現了新的荒神，新國土管理室成員與美國海軍共同對付荒神。
1999年6月19日，翡翠台以《種子特務Ⅱ》為名播放《碧奇魂2》，於23:30至00:50連播三集。

### 各集標題
| 卷數  | 發售日期      | 日文標題                               | 劇本     | 分鏡     | 作畫監督 |
| ----- | ------------- | -------------------------------------- | -------- | -------- | -------- |
| 第1卷 | 1996年7月24日 | 奇稲田封滅作戦Operation MITAMA PHASE 1 | 荒川稔久 | 神谷純   | 石井明治 |
| 第2卷 | 1996年8月21日 | 奇稲田封滅作戦Operation MITAMA PHASE 2 | 荒川稔久 | 加戶誉夫 | 石井明治 |
| 第3卷 | 1998年2月4日  | 美人OL6人旅 秘湯大爆破                 | 村山靖   | 村山靖   | 桂憲一郎 |

### 主題曲
片頭曲「Eternal Truth」
作詞 - 木本慶子 / 作曲 - 飯塚昌明 / 編曲 - 西岡治彦 / 歌 - TAKADA BAND（立木文彦・三松亞美）
片尾曲「SECOND KISS」
作詞 - 松葉美保 / 作曲 - 飯塚昌明 / 編曲 - 西岡治彦 / 歌 - TAKADA BAND（立木文彦・三松亞美）
第3卷片尾曲「二人の夜明け」
作詞 - 木本慶子 / 作曲・編曲 - 小松研多郎 / 歌 - 大塚明夫・折笠愛
| 翡翠台 星期六 23:30－00:50 | 翡翠台 星期六 23:30－00:50                                 | 翡翠台 星期六 23:30－00:50 |
| -------------------------- | ---------------------------------------------------------- | -------------------------- |
|                            | 種子特務II 幻法俏天師 妙探俏嬌娃 （1999年6月19日－7月3日） |                            |
| —                          | —                                                          |                            |

## 映像特典（BLUE SEED OMAKE THEATER）
主要為惡搞本篇內容及人物的短篇喜劇或溫馨短劇，共13集。每集約3分半鐘，外加一特別篇。

### 各集標題
| 集數 | 日文標題                | 中文標題            |
| ---- | ----------------------- | ------------------- |
| 1    | 奇稲田を見守る男        | 守護奇稻田的男子    |
| 2    | BLUE SEED お茶の間劇場  | BLUE SEED茶水間劇場 |
| 3    | X-FILE 国木田の場合     | X檔案 國木田的場合  |
| 4    | 進め!動画少女           | 前進吧！動畫少女！  |
| 5    | 雨の日に…               | 下雨的日子…         |
| 6    | ジャジャンとマージャン! | Jong Jong 麻將！    |
| 7    | 祭りの夜                | 祭典之夜            |
| 8    | 国木田どっぽーん        | 國木田的難題        |
| 9    | THE DAY OF SUGISHITA    | 杉下的那一天        |
| 10   | スサノオ・オー・ノー!   | Susano-Oh Oh-No     |
| 11   | Special News!           | 特別新聞！          |
| 12   | ごいんきょGo Go!        | Go Go 御隱居婆婆！  |
| 13   | 松平レポート            | 松平的報告          |
| SP   | DANCING LITTLE LOVE     | DANCING LITTLE LOVE |

## 外部連結
官方網址
- （日語） StarChild《碧奇魂》 （页面存档备份，存于）
- （日語） PRODUCTION REED《碧奇魂》 （页面存档备份，存于）

資料庫
- 碧奇魂（漫畫）在動畫新聞網百科全書中的資料（英文）
- 碧奇魂（動畫）在動畫新聞網百科全書中的資料（英文）
- Blue Seed Beyond（OVA）在動畫新聞網百科全書中的資料（英文）

1. ↑  1996年12月21日 - 蘋果日報